# Rhodostrophia vastaria
Rhodostrophia vastaria är en fjärilsart som beskrevs av Hugo Theodor Christoph 1876. Rhodostrophia vastaria ingår i släktet Rhodostrophia och familjen mätare. Inga underarter finns listade.